# NGC 6642
NGC 6642 ist ein Kugelsternhaufen im Sternbild Sagittarius auf der Ekliptik. Er hat eine scheinbare Helligkeit von 10,4 mag und einen Winkeldurchmesser von 48″. Der Haufen ist etwa 25.000 Lichtjahre von der Sonne entfernt in Richtung des Zentralbereichs der Milchstraße. Er befindet sich etwa 1 Grad nordwestlich von M 22.
Das Objekt wurde am 7. August 1784 von Wilhelm Herschel entdeckt.